# Daniel O'Donnell
Daniel Francis Noel O'Donnell (Dungloe, County Donegal, 12 december 1961

is een Iers zanger en televisiepresentator. Hij verwierf bekendheid in 1983 en was sindsdien succesvol in Ierland en het Verenigd Koninkrijk.

## Muzikale carrière
O'Donnell staat bekend om zijn charismatische en betrokken manier van optreden. Zijn muziek wordt omschreven als een mengeling van countrymuziek en Ierse folk. Sinds het begin van zijn loopbaan (begin jaren tachtig) heeft hij meer dan dertig cd's uitgebracht.
In 2001 werd hij vanwege zijn verdiensten voor de muziek geridderd in de Orde van het Britse Rijk.

## Discografie

### Albums
1. The Boy from Donegal (1984)
2. The Two Sides of Daniel O'Donnell (1985)
3. I Need You (1986)
4. Don't Forget to Remember (1987)
5. From the Heart (1988)
6. Thoughts of Home (1989)
7. The Last Waltz (1990)
8. Favourites (1990)
9. The Very Best of Daniel O'Donnell (1991), nr. 34 in het VK
10. Follow Your Dream (1992), nr. 17 in het VK
11. A Date with Daniel Live (1993), nr. 21 in het VK
12. Especially for You (1994), nr. 14 in het VK
13. Christmas With Daniel (1994), nr. 34 in het VK
14. The Classic Collection (1995), nr. 34 in het VK
15. Timeless: Daniel O'Donnell and Mary Duff (met Mary Duff – 1996), nr. 13 in het VK
16. Irish Collection (1996), nr. 35 in het VK
17. Songs of Inspiration (1996), nr. 11 in het VK
18. I Believe (1997), nr. 11 in het VK
19. Love Songs (1998), nr. 9 in het VK
20. Greatest Hits (1999), nr. 10 in het VK
21. Faith and Inspiration (2000), nr. 4 in het VK
22. Heartbreakers (2000)
23. Live, Laugh, Love (2001), nr. 27 in het VK
24. Yesterday's Memories (2002), nr. 18 in het VK
25. The Irish Album (2002)
26. The Daniel O'Donnell Show (2002)
27. Dreaming (2002)
28. Songs of Faith (2003)
29. Daniel in Blue Jeans (2003), nr. 3 in het VK
30. At the End of the Day (2003), nr. 11 in het VK
31. The Jukebox Years (2004), nr. 3 in het VK
32. Welcome to My World (2004), nr. 6 in het VK
33. Teenage Dreams (2005), nr. 10 in het VK
34. The Rock' N' Roll Show (2006)
35. From Daniel with Love (2006), nr. 5 in het VK
36. Until the Next Time (2006)
37. Together Again (met Mary Duff) (2007), nr. 6 in het VK
38. Country Boy (2008), nr. 6 in het VK
39. Peace in the Valley (2009), nr. 8 in het VK
40. O Holy Night (2010), nr. 21 in het VK
41. Moon over Ireland (2011)

### Singles
- I Just Wanna Dance (1992), nr. 20 in het VK
- The Three Bells (1993), nr. 71 in het VK
- The Love in Your Eyes (1993), nr. 47 in het VK
- Whatever Happened to Old Fashioned Love (1993), nr. 21 in het VK
- Singing the Blues (1994), nr. 23 in het VK
- The Gift (1994), nr. 46 in het VK
- Secret Love (met Mary Duff – 1995), nr. 28 in het VK
- Timeless (met Mary Duff – 1996), nr. 32 in het VK
- Footsteps (1996), nr. 25 in het VK
- The Love Songs (1997), nr. 27 in het VK
- Give a Little Love (1998), nr. 7 in het VK
- The Magic Is There (1998), nr. 16 in het VK
- The Way Dreams Are (1999), nr. 18 in het VK
- Uno Mas (1999), nr. 25 in het VK
- A Christmas Kiss (1999), nr. 20 in het VK
- Light a Candle (2000), nr. 23 in het VK
- Morning Has Broken (2000), nr. 32 in het VK
- You Raise Me Up (2003), nr. 22 in het VK
- Crush on You (2006), nr. 21 in het VK
- Mother's Birthday Song" (2008 – alleen in Ierland)
- Tipperary Girl (2010)